# La Solana
La Solana es un municipio español de la provincia de Ciudad Real, en la comunidad autónoma de Castilla-La Mancha. Tiene una población de 15 225 habitantes (INE 2024). 

## Geografía
Integrado en la comarca de Campo de Montiel, se sitúa a 71 kilómetros de la capital provincial. El término municipal está atravesado por la carretera nacional N-430, entre los pK 374 y 388, por las carreteras autonómicas CM-3109, que permite la comunicación con Argamasilla de Alba y Valdepeñas, y CM-3127, que se dirige a Villanueva de los Infantes, además de por carreteras locales que conectan con San Carlos del Valle y la autovía A-43. El relieve del municipio es prácticamente llano, algo más elevado por el norte y el este, ya que por el sur discurre el río Azuer en su camino hacia el Guadiana. La altitud oscila entre los 879 metros al este (cerro El Plantío) y los 695 metros a orillas del río Azuer. El pueblo se alza a 768 metros sobre el nivel del mar.
| Noroeste: Manzanares | Norte: Alhambra           | Noreste: Alhambra |
| Oeste: Membrilla     |                           | Este: Alhambra    |
| Suroeste: Membrilla  | Sur: San Carlos del Valle | Sureste: Alhambra |

## Historia
La Solana nace, como otras tantas villas manchegas, fruto de la repoblación efectuada en el siglo XIII, alentada por las tres Órdenes Militares a las que fue donado el territorio que hoy comprende la provincia de Ciudad Real: Santiago, Calatrava y San Juan. No es por lo tanto una villa antigua "ganada a los moros", ni aun de las primeras en fundarse en la primera mitad de dicho siglo, pues existe una creencia, afirmada en escritos locales antiguos, que dan la fecha de 1283 como principio del poblamiento. "Las Relaciones Topográficas de Felipe II" del año 1575 indican como causa del progresivo asentamiento de vecinos, la existencia de una torre fuerte de defensa ante posibles ataques de musulmanes. Dicha torre probablemente fue construida por la Orden de Santiago cuyo comendador desde 1440 hasta 1477 era mosén Diego de Villegas —hijo menor del merino mayor de Castilla, Ruy Pérez de Villegas II quien fuera el primer señor de Cóbreces, entre otros feudos, además de ser comendador de Alhambra y Trece de la orden. Es lógico pensar que se trate de la descrita en los Libros de Visitas de la Orden de los años 1468 y 1478, pues efectivamente coincidía su situación con la señalada en las Relaciones de Felipe II: donde hoy se asienta la actual torre de la Iglesia de Santa Catalina. 
Las Descripciones del cardenal Lorenzana del año 1788 nos dicen que los primeros pobladores fueron pastores sorianos que acudían con sus rebaños estacionalmente y, atraídos por la fertilidad de las tierras de La Moheda y La Veguilla, colindantes con el núcleo histórico, mudaron sus casas a este lugar iniciando la población. En el año 1463, según la doctora Ángela Madrid Medina, se le concede el título de villa. En 1468 contaba con doscientos vecinos y, en 1575, 750 vecinos eran sus pobladores, con gran producción de vino, mayormente tinto, "afamado en los lugares comarcanos" a los que se exportaba. La vecina Membrilla, dicho año de 1575, contaba 1000 vecinos y, sobre la base de las arrobas de los diezmos, producía menos vino que La Solana, destacando, en cambio, por los productos de las huertas situadas en la vega del río Azuer, de las que se abastecía La Solana. 
La Solana, como todo el Campo de Montiel, perteneció a la Orden de Santiago. Sin embargo, la administración de dicha Orden cambió sustancialmente durante el reinado de los Reyes Católicos. Se suprimió la figura del maestre y su consejo, los propios reyes pasaron a ser "administradores perpetuos por licencia apostólica" y se creó un Consejo de Órdenes dependiendo de la Corona. Con ello se acabó con el desmesurado poder económico y militar de los maestres, que tanto habían intervenido en las disputas internas de la Corona; además se asemejó la propia administración del territorio a la de los demás de realengo, instituyéndose gobernadores y alcaldes mayores, que acercaron el gobierno y la administración de la justicia a las villas del Campo. Villanueva de los Infantes, situada a 25 kilómetros de La Solana, fue elegida como sede de la gobernación del partido, relegándose a un segundo orden a la cabecera histórica y medieval, Montiel, estancada en su crecimiento y alejada de las villas más pujantes: Membrilla, La Solana, Villahermosa y La Torre de Juan Abad.
El nombre de La Solana, se nos dice en antiguos escritos, proviene de un pozo llamado de la Fuente de la Solana, usado en los primeros tiempos por pastores y pobladores. Dicho nombre del pozo se debía a estar cerca de una fuente, situada en la solana de la pequeña elevación por donde se extendió el pueblo. Dicho enclave corresponde con el actual rasillo de Santa Ana, donde hay un pequeño jardín, del que parte una pendiente calle escalonada y otra calle con dirección este que se llama, precisamente "de la Fuente". Aunque la calle propiamente denominada "de la Fuente", en el catastro del Marqués de La Ensenada del año 1751, era la calle de los escalones empedrados. La fuente, llamada "la fuente vieja" en los documentos conservados en los archivos históricos, siguió existiendo durante siglos hasta que en algún momento se cegó, como ocurrió con el pozo originario del que no hay memoria respecto a su emplazamiento. Sin embargo, es significativo que la casa que delimita la calle escalonada por su lado oeste, antigua casa del linaje hidalgo de los Pérez Cabellos, conserva una antigua cueva con un manantial de agua en su interior, pegada al rasillo y a la calle de los escalones.
Posteriormente se produjeron hechos relevantes, como la llegada de los frailes Trinitarios Descalzos, en el siglo XVII, y de las Madres Dominicas Descalzas, los cuales fundaron sus respectivos conventos.
La historia moderna destaca por el llamado "Siglo de las hoces", el siglo XX, convirtiéndose La Solana en el mayor núcleo de fabricación de estas herramientas, aunque con los avances tecnológicos esta actividad está en franca decadencia.

## Demografía
La Solana cuenta con una población de 15 225 habitantes (INE 2024).
| Gráfica de evolución demográfica de La Solana entre 1842 y 2021                                                     |
| |
| Población de derecho según los censos de población del INE Población de hecho según los censos de población del INE |

| 9 987                                                | 11 251 | 14 755 | 15 432 | 16 238 | 16 113 | 15 979 | 15 792 | 15 640 | 15 523 | 15 479 | 15 419 | 15 357 |
| (Fuente: https://www.ine.es/jaxiT3/Tabla.htm?t=2866) |        |        |        |        |        |        |        |        |        |        |        |        |

## Cultura
Desde 2005 acoge el Festival de Cine Europeo de Vinos dedicado a las Denominaciones de Origen de Castilla-La Mancha.
Desde 1981 se celebra la Semana de la Zarzuela, siempre se ha representado, pero desde 2010 se ha representado también teatro.
En el 2010 fue inaugurado el nuevo Cine, en el emplazamiento del antiguo cine Cervantes. Cuenta con una sala y ha sido pionero en Castilla-La Mancha por su tecnología 3D.

### Tradición
Una de las principales tradiciones que se conservan en La Solana es el cultivo del azafrán, que llegó a España en el siglo VIII, con la invasión musulmana de la península ibérica. El cultivo de la rosa del azafrán se remonta al siglo XVIII y se llevaba a cabo por multitud de familias de esta localidad manchega. Otras tradiciones casi perdidas son los siguientes oficios basados en la cerámica, la forja, el esparto, las hoces, las botas de vino y muchos más como los molinos de almortas, almazaras, frutos secos y lápidas funerarias. 
En el ámbito gastronómico, conviene destacar la caldereta de cordero, las típicas y tradicionales gachas, que tienen como base la harina de almortas.

### Fiestas

#### Celebración de San Marcos
El 25 de abril los solaneros y solaneras celebran el San Marcos. La mayoría celebra esta festividad con la familia o amigos pasando el día en el campo. Para este día las panaderías comercializan el "hornazo" que consiste en una torta dulce con huevos cocidos dentro. Algunos también tienen bolas de anís o golosinas. Es tradición "atarle las pelotas al diablo" que consiste en hacer un lazo con las siembras de las fechas.

#### Santiago y Santa Ana (Feria)
Son las ferias y fiestas en honor a Santiago y Santa Ana que se celebran desde el 24 al 30 de julio.

#### Romería de la Virgen de Peñarroya
Celebrada en el segundo fin de semana de septiembre. Haciendo el cambio de la Virgen de Peñarroya con Argamasilla de Alba en el castillo de Peñarroya permaneciendo en La Solana hasta el tercer fin de semana de enero.

## Monumentos y lugares de interés

### Iglesia de Santa Catalina
Situada en la plaza mayor del pueblo, la iglesia de Santa Catalina es uno de los monumentos más importantes del pueblo. 
Construida entre 1420 y 1524, tiene elementos del gótico tardío, renacentistas y barrocos, siendo su torre la más alta de la provincia de Ciudad Real. En el interior varias capillas laterales flanquean una nave de bóvedas estrelladas separadas por fajones. En la fachada tiene un porche o galería elevada, con arcos de medio punto; la portada, clasicista, posee en su parte inferior un par de dobles columnas exentas sobre plinto, y en la superior un frontón partido por un templete con la hornacina que contiene la imagen de Santa Catalina. La torre se inscribe en el barroco y está considerada como la más majestuosa de la provincia. No es la original, ya que se derrumbó en 1618, nuevamente edificada y hundida en 1708, su aspecto casi actual se debe a Alejandro Nuñez de la Barrera y Miguel Mestanza.

### Ermita de San Sebastián
Una de las primeras construcciones de la villa con un artesonado de estilo mudéjar. En épocas de siega los segadores afilaban sus hoces y navajas en las piedras de remolino de su entrada principal.
La Ermita de San Sebastián es un excelente edificio artístico, de un temprano estilo gótico, del siglo XIV. El templo más antiguo de la localidad. Destaca su maravillosa techumbre mudéjar a par-hilera jalonada con artesanía de taracea policromada e incrustaciones de nácar y fondo de madera de ébano en una capilla del lado de la Epístola. En los trabajos de restauración de 1984 aparecieron dos frescos en los muros de la nave, bastante deteriorados, con inscripciones cursivas góticas.

### Iglesia de San Juan Bautista
Antiguamente convento de los Trinitarios, únicamente se conserva la 
iglesia habiéndose perdido las dependencias de los monjes.
Posee unas cuevas bajo la iglesia usadas como refugio en las guerras de los siglos XIX y XX.

### Ermita de San Antón
Una de las más antiguas de la localidad es la Ermita de San Antón situada en un camino entre La Solana y Membrilla. Es pequeña con una antigua techumbre de madera, allí se encuentra la imagen del Santo y su cofradía que celebra sus fiestas con lumbre, procesión y bendición de animales en enero.

## Política
| Partido político                         | 2019  | 2019  | 2019       | 2015  | 2015  | 2015       | 2011  | 2011  | 2011       | 2007  | 2007  | 2007       | 2003  | 2003   | 2003       |
| Partido político                         | Votos | %     | Concejales | Votos | %     | Concejales | Votos | %     | Concejales | Votos | %     | Concejales | Votos | %      | Concejales |
| Partido Socialista Obrero Español (PSOE) | 3451  | 43,85 | 8          | 3737  | 45,66 | 8          | 4264  | 45,20 | 8          | 4521  | 52,78 | 9          | 5889  | 69,31% | 12         |
| Partido Popular (PP)                     | 1584  | 20,13 | 3          | 2712  | 33,13 | 6          | 3450  | 36,57 | 7          | 2719  | 31,74 | 6          | 2362  | 27,8%  | 5          |
| Izquierda Unida (IU)                     | 997   | 12,67 | 2          | 1560  | 19,06 | 3          | 1476  | 18,23 | 2          | 1124  | 13,12 | 2          | -     | -      | -          |
| Ciudadanos (Cs)                          | 1754  | 22,29 | 4          | -     | -     | -          | -     | -     | -          | -     | -     | -          | -     | -      | -          |

La Solana siempre ha estado gobernada por los socialistas, que albergaron una mayoría absoluta entre los años 1983-2011.
| Periodo   | Nombre                      | Partido |
| --------- | --------------------------- | ------- |
| 1979-1983 | José Luis López Posadas     | PSOE    |
| 1983-1987 | Julián Simón González       | PSOE    |
| 1987-1991 | Nemesio de Lara Guerrero    | PSOE    |
| 1991-1995 | Nemesio de Lara Guerrero    | PSOE    |
| 1995-1999 | Nemesio de Lara Guerrero    | PSOE    |
| 1999-2003 | Diego García-Abadillo       | PSOE    |
| 2003-2007 | Diego García-Abadillo       | PSOE    |
| 2007-2011 | Diego García-Abadillo       | PSOE    |
| 2011-2015 | Luis Díaz-Cacho Campillo    | PSOE    |
| 2015-2019 | Luis Díaz-Cacho Campillo    | PSOE    |
| 2019-2023 | Luis Díaz-Cacho Campillo    | PSOE    |
| 2023-act. | Luisa María Márquez Manzano | PP      |